# 設楽博己
設楽 博己（したら ひろみ、1956年 - ）は、日本の考古学者。学位は、博士（文学）（筑波大学・論文博士・2006年）（学位論文「弥生再葬墓とその社会の考古学的研究」）。東京大学名誉教授。

## 略歴
群馬県生まれ。群馬県立前橋高等学校卒、1978年静岡大学人文学部卒、1986年筑波大学大学院歴史人類学研究科博士課程（文化人類学専攻）単位取得退学。
1988年国立歴史民俗博物館考古研究部助手、1996年助教授、2004年駒澤大学文学部助教授、2006年「弥生再葬墓とその社会の考古学的研究」で筑波大学より博士（文学）の学位を取得、2007年教授、2010年東京大学大学院人文社会系研究科考古学研究室教授。2018年放送大学客員教授。2022年、東京大学を定年退職し、同大名誉教授。同年古代歴史文化賞受賞。

## 著書
- 『弥生再葬墓と社会』塙書房、2008
- 『遺跡から調べよう!（弥生時代）』たかおかゆみこ絵 童心社、2013
- 『縄文社会と弥生社会』(日本歴史私の最新講義)敬文舎 2014
- 『弥生文化形成論』塙書房 2017
- 『顔の考古学』歴史文化ライブラリー514 吉川弘文館、2020 ISBN 9784642059145

### 共編著
- 『おもしろ発見歴博シリーズ 模型で見る歴史のドラマ ジオラマのできるまで』西谷大共著 歴史民俗博物館振興会、1999
- 『三国志がみた倭人たち 魏志倭人伝の考古学』編 山川出版社、2001
- 『先史日本を復元する 稲作伝来』森岡秀人、中園聡共著 岩波書店、2005
- 『原始絵画の研究 論考編』編 六一書房、2006
- 『弥生時代の考古学』全9巻　藤尾慎一郎、松木武彦共編 同成社、2008-11
- 『列島の考古学　弥生時代』武末純一、森岡秀人共著 河出書房新社、2011
- 『NHKさかのぼり日本史 外交篇10　飛鳥～縄文.こうして"クニ"が生まれた なぜ、列島に「日本」という国ができたのか』加藤謙吉、仁藤敦史共著 NHK出版、2013
- 『海でつながる倭と中国―邪馬台国の周辺世界』森浩一,杉本憲司他 共著 新泉社 2013
- 『十二支になった動物たちの考古学』編著 新泉社 2015
- 『柳田國男と考古学 なぜ柳田は考古資料を収集したのか』工藤雄一郎,松田睦彦共編著 新泉社 2016
- 『弥生時代人物造形品の研究』石川岳彦共著 同成社 2017
- 『新訂 考古学』早乙女雅博共編 放送大学教育振興会 2018
- 『Ｑ＆Ａで読む縄文時代入門』山田康弘 共編 吉川弘文館、2024 ISBN　9784642084499
- 『Ｑ＆Ａで読む弥生時代入門』寺前直人 共編 　吉川弘文館、2024 ISBN　9784642084529

### 翻訳
- ケネス・M・エイムス, ハーバート・D・G・マシュナー『複雑採集狩猟民とはなにか アメリカ北西海岸の先史考古学』佐々木憲一監訳 雄山閣 2016